# Spiro Kristo
Spiro Kristo (* 1936 in Tirana; † 2011) war ein albanischer Maler, der insbesondere durch einige Werke im Stil des Sozialistischen Realismus bekannt wurde.

## Leben und Werk
Mehrere Werke von Kristo sind Teil der ständigen Sammlung der Galeria Kombëtare e Arteve in Tirana. Dazu gehören das Ölgemälde Ditë fluturimi („Ein Flugtag“; 1968), die Ölmalerei Brigadierja („Die Brigadierin“; 1976), das 2017 auf der documenta 14 in Athen gezeigt wurde, und das Gemälde Fëmijet („Kinder“; 1966), das auf der documenta 14 in Kassel zu sehen war. Peter Friedl bezieht sich mit seinem Video The Children von 2009 auf dieses Gemälde und verlegt Kristos idealisierte Straßenszene bewaffneter Kinder in ein Zimmer des Hotel Dajti in Tirana, welches im italienischen faschistischen Stil gestaltet wurde.